# 사평초등학교 반곡분교
사평초등학교 반곡분교는 전라남도 화순군 한천면 반곡리에 있었던 분교이다.

## 연혁
- 1946년 4월 1일 한천동공립국민학교 개교
- 1969년 3월 1일 고시분교장 개교
- 1996년 3월 1일 사평초등학교 반곡분교로 격하
- 2008년 3월 1일 폐교